# Szigeti György Zen
Szigeti György (Budapest, 1971. március 18. – Budapest, 2014. január 30.) zen tanító, majd halála után zen mester, a magyarországi buddhizmus jelentős alakja. A Tan Kapuja Zen Közösség alapítója és a Tan Kapuja Buddhista Főiskola, illetve a Kőrösi Csoma Sándor Magyar Egyetem tanítója. Számos zen buddhista témájú könyv szerkesztője és fordítója, a Zen Tükör magazin első főszerkesztője.

## Élete
Fülbetegsége miatt csendes, befelé forduló gyermek volt. Iskoláit példás magatartással és kiváló eredménnyel végezte. Gyermekkori barátja Hegedűs Róbert Illa meghatározó volt életében, közösen foglalkoztak mély, filozófiai kérdésekkel.
Dobosy Antal a halálát követően a következőt írta róla:
"A Tan Kapuja Buddhista Főiskolán végzett 1996-ban, szakdolgozatában Szung Szán zen mester életét és tanítását dolgozta fel. A Kvanum Zen Iskola magyarországi zen közösségének volt a tagja szinte a kezdetektől, 1990-től. Főszerkesztője volt a Zen Tükör Magazinnak 1993 és 1996 között. Számos könyvet fordított és szerkesztett 1996 és 2005 között. Könyvei: Kopár hegycsúcs, Zen történetek, Egyetlen szál virág az egész világ, A zen: önmagunk megismerése, A zen kapui, Hui Neng: A Hatodik Pátriárka szútrája, Buddha tudat, Zen levelek, Hamut a Buddhára, Naparcú Buddha. Fontosnak tartotta, hogy a zen szellemiségét és gyakorlatát a hétköznapi életében is alkalmazza." 
Hegedűs Róbert Illa elmondása szerint Szigeti György remete életet élt, lakásában egy sötét meditációs cellát alakított ki, ahol visszavonultan zen meditációt gyakorolt évtizedeken keresztül. Nagyon gazdag szellemi életet élt, sokat festett, írt, fordított. Saját magát János Apostol szellemiségeként ismerte fel.
Halála előtt kómába esett, ekkor testvére a Jelenések Könyvéből olvasott fel neki Hegedűs Róbert (Illa) kérésére.
2014 január 30-án hunyt el.

## Munkássága

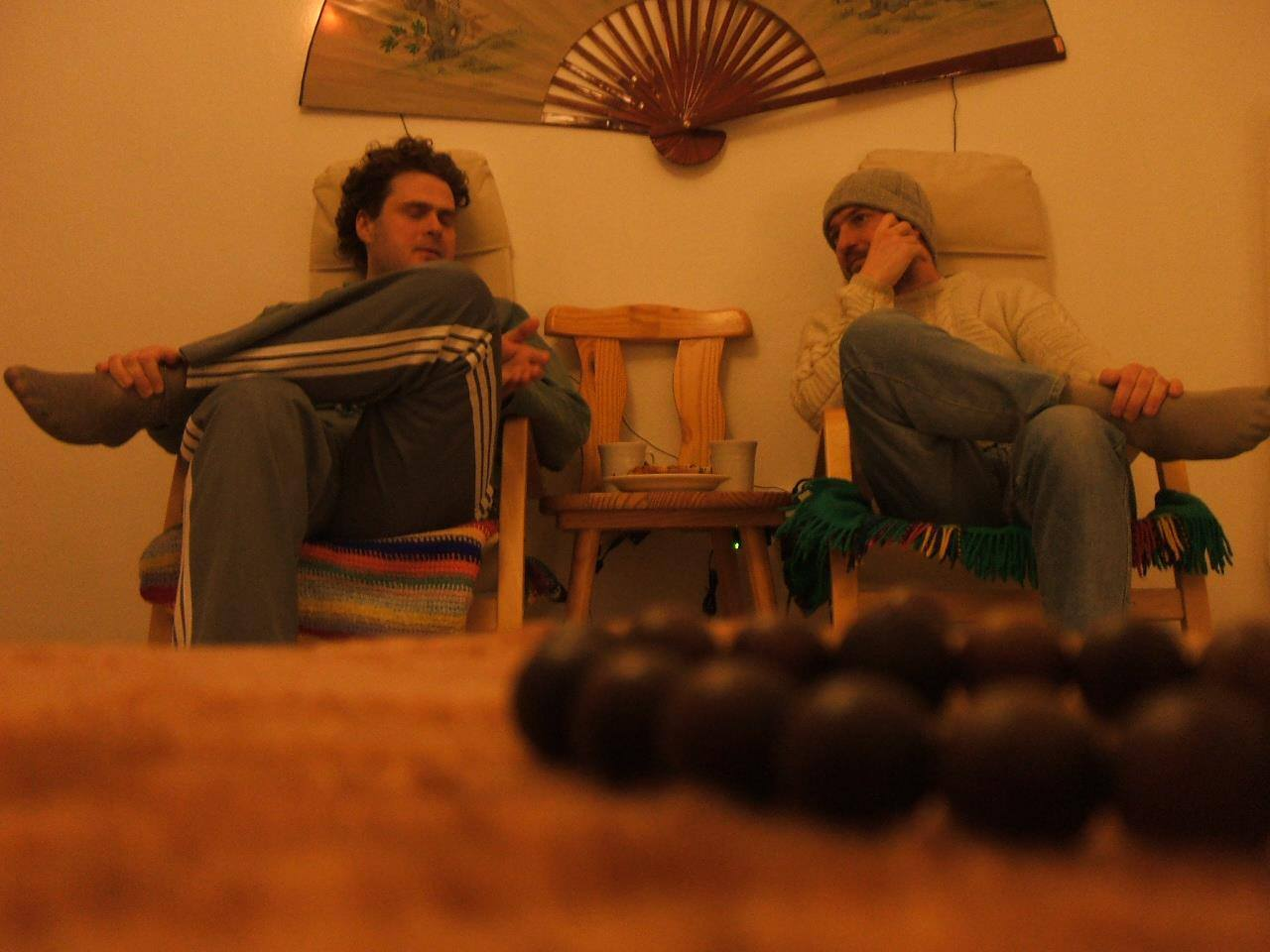
Hegedűs Róbert Illa és Szigeti György 2006 karácsonyán

### Zen fordításai, szöveggyűjteményei
- Kopár hegycsúcs – Zen mesterek élete és tanítása, Farkas Lőrinc Imre Kiadó, 1996
- Red Pine: Bódhidharma csan mester élettörténete 5-14. oldal
- Bódhidharma: A véráram beszéde 15-31. oldal
- Robert E. Buswell, Jr.: Podzso Dzsinul szan mester élettörténete 33-43. oldal
- Podzso Dzsinul: Nyílegyenes tanítás az igaz tudatról 45-82. oldal
- Zen történetek – Farkas Lőrinc Imre Kiadó, 1996
- Hsziang-jen: Az éles kavics In: Zen történetek, 82-83. oldal
- A csónakos szerzetes – In: Zen történetek, 19-22. oldal
- Egyetlen szál virág az egész világ 365 buddhista, keresztény, taoista és zen példázat és kóan / [Szung Szán zen mester kérdéseivel és kommentárjaival, ... Stephen Mitchell előszavával] Farkas Lőrinc Imre Kiadó, 1997, XVII, 260 p.
- Szung Szán zen mester története
- Nincs Kapu – Szung Szán zen mester kommentárjaival
- Dong Szán kóanjai – Szung Szán zen mester kérdéseivel és kommentárjaival
- Küm O kóanjai – Szung Szán zen mester kérdéseivel és kommentárjaival
- Ko Bong élete és cselekedetei – Szung Szán zen mesternek a mestere, a következő alfejezetekben olvashatók: 49-51, 82, 100, 123-124, 174, 196-198, 232, 363. oldal
- A zen: önmagunk megismerése – Szung Szán zen mester tanítása, Farkas Lőrinc Imre Kiadó, 1997
- A zen kör
- Szung Szán zen mester tíz kapuja
- A zen kapui: Százegy zen történet: Nincs Kapu, Farkas Lőrinc Imre Kiadó, 1998
- Százegy zen történet 5-97. oldal
- Nincs Kapu kóan-gyűjtemény 99-147. oldal
- Hui Neng: A Hatodik Pátriárka szútrája Farkas Lőrinc Imre Könyvkiadó, 1998. ua.: utánnyomás. Hui Neng zen tanításai, Farkas Lőrinc Imre Kiadó, 2001
- Hui Neng önéletrajza 5-21. oldal
- Buddha tudat – Zen buddhista tanítások, Farkas Lőrinc Imre Könyvkiadó, 1999
- Rjókan: Versek és anekdoták In: Buddha tudat, 126-130. oldal
- Ku Szán In: Buddha tudat, 134-138, 169-170. oldal
- Zen levelek – Szung Szán zen mester tanításai a mindennapokról, közös fordítás Erdődy Péterrel, Farkas Lőrinc Imre Könyvkiadó, 1999. A második kiadás címe: A zen virágai és levelei, Farkas Lőrinc Imre Könyvkiadó, 2002
- Hamut a Buddhára – Szung Szán tanításai, közös fordítás Sólyom Melindával, Hörcher Péterrel, Virágh Szabolccsal, közreadja: Kvanum Zen Iskola magyarországi közössége, 2002
- Naparcú Buddha: a zen szellemisége és gyakorlata – A Tan Kapuja – Paradigma könyvek: Vizsom, 2005
- Dógen: A zazen ösvénye In: Naparcú Buddha, 18-19. oldal
- John Stevens: Ikkjú Szódzsun In: Naparcú Buddha, 56-73. oldal Angol nyelvű forrása: Three Zen Masters: Ikkyu, Hakuin, and Ryokan by John Stevens, Kodansha International: New York, 1993
- Szemelvények Peter Haskel: Bankei Zen c. művéből In: Naparcú Buddha (I. fejezet / 1, 16, 17, 21, 23, 30, 31, 34, 35, 43, 46, 47, 53, 61, 67, 80, 81, 86, 100. alfejezet)
- A lámpás átadása (Szemelvények) in: Naparcú Buddha (I. fejezet / 2. Tanka Sidzsun, 9. Singecu Szeirjó, 13. Dóan Kansi, 18. Dógen, 52. Rjódzan Enkan, 82. Szecsó Csikan, 92. Daruma alfejezetek) Forrás: Denkoroku: the record of transmission of light, translated by Kosen Nishiyama (西山廣宣 Nishiyama Kōsen, 1939-), Tokyo : Japan Publication (distributor), 1994

## Szigeti György és a „Zen Tükör Magazin”
1993 és 1996 között Szigeti György főszerkesztője volt egy zennel foglalkozó magazinnak, a Zen Tükör-nek, mely negyedévenként, félévenként jelent meg, és kilenc számot ért meg.

###### Szigeti György 1993-1996 között megjelent írásai a Zen Tükör magazinban
- A megvilágosodás: Az Útnak nincs vége / Szigeti György – Zen Tükör: a Tan Kapuja Buddhista Egyház Zen Közösségének lapja. – 1993/tél 1.évf.1.sz. p. 4.
- Én vagyok az Út, az Igazság és az Élet / Szigeti György – Zen Tükör: a Tan Kapuja Buddhista Egyház Zen Közösségének lapja. – 1993/tél 1.évf.1.sz. p. 14.
- A zen négy alapelve: A Buddhák és pátriárkák szellemisége / Szigeti György – Zen Tükör: a Tan Kapuja Buddhista Egyház Zen Közösségének lapja. – 1994/tavasz 2.évf.1.sz. p. 5.
- A harcosok útja: Túlvezet a Buddhákon és a pátriárkákon / Szigeti György – Zen Tükör: a Tan Kapuja Buddhista Egyház Zen Közösségének lapja. – 1994/tavasz 2.évf.1.sz. p. 13.
- A zen öt fajtája: A szellemi út öt kapuja / ford. Szigeti György – Zen Tükör: a Tan Kapuja Buddhista Egyház Zen Közösségének lapja. – 1994/nyár 2.évf.2.sz. p. 2-3.
- Áthatom magammal az egész világegyetemet: A Zen Kvan Um Iskolája szellemisége és gyakorlata /ford. Virágh Szabolcs, Dobosy Antal, Szigeti György – Zen Tükör: a Tan Kapuja Buddhista Egyház Zen Közösségének lapja. – 1994/nyár 2.évf.2.sz. p. 5-7.
- Kjong Ho zen mester beszédeiből / ford. Szigeti György – Zen Tükör: a Tan Kapuja Buddhista Egyház Zen Közösségének lapja. – 1994/nyár 2.évf.2.sz. p. 11.
- A Három Királyság kora: A buddhizmus korai időszaka / Szigeti György – Zen Tükör: a Tan Kapuja Buddhista Egyház Zen Közösségének lapja. – 1994/nyár 2.évf.2.sz. p. 12-13.
- Zen tanítványok kézikönyve / Szoszan Tesza; ford. Szigeti György – Zen Tükör: a Tan Kapuja Buddhista Egyház Zen Közösségének lapja. – 1994/nyár 2.évf.2.sz. p. 14.
- Tudat kategóriák: A buddhista tanítás alapja / Ku Szan zen mester; ford. Szigeti György – Zen Tükör: a Tan Kapuja Buddhista Egyház Zen Közösségének lapja. – 1994/tél 2.évf.4.sz. p. 4.
- Podzsong Csinul: A nemzet tanítója / ford. Heng An, Szigeti György – Zen Tükör: a Tan Kapuja Buddhista Egyház Zen Közösségének lapja. – 1994/tél 2.évf.4.sz. p. 6-9.
- Nyílegyenes tanítás az igazi tudatról / Podzso Csinul; ford. Szigeti György
- Részletek Robert Buswell: Tracing back the Radiance – Chinul's Korean Way of Zen című műve nyomán – Zen Tükör: a Tan Kapuja Buddhista Egyház Zen Közösségének lapja. – 1994/tél 2.évf.4.sz. p. 9-12.
- Lin-csi mester tanítása: Részletek a Feljegyzések Lin-csiről című könyvből / ford. Szigeti György – Zen Tükör: a Tan Kapuja Buddhista Egyház Zen Közösségének lapja. – 1994/tél 2.évf.4.sz. p. 14.
- Hová mentek? / Moldoványi László, Szigeti György – Zen Tükör: a Tan Kapuja Buddhista Egyház Zen Közösségének lapja. – 1994/tél 2.évf.4.sz. p. 16.
- Buddha, Dharma, Szangha / ford. Szigeti György – Zen Tükör: a Tan Kapuja Buddhista Egyház Zen Közösségének lapja. – 1995, 3.évf.1.sz. p. 2-6.
- A hínajána, a mahájána és a zen / ford. Szigeti György
- Zen Tükör: a Tan Kapuja Buddhista Egyház Zen Közösségének lapja. – 1995, 3.évf.1.sz. p. 4-5.
- Ko Bong zen mester: A koreai zen 77. pátriárkája / koreai nyelvből ford. Szigeti György; a fordítást ell. Kim Dzsi Jong – Zen Tükör: a Tan Kapuja Buddhista Egyház Zen Közösségének lapja. – 1995, 3.évf.1.sz. p. 8-9.
- Csak menj át a tűzön; Hogyan telik el a 25. óra; Hogyan meditáljunk?; Miért mondasz csúnyákat rólam?, Tehenem nem ilyen kicsi, sokkal nagyobb / ford. Szigeti György – Zen Tükör: a Tan Kapuja Buddhista Egyház Zen Közösségének lapja. – 1995, 3.évf.1.sz. p. 10-11.
- Illúzió és valóság / ford. Szigeti György – Zen Tükör: a Tan Kapuja Buddhista Egyház Zen Közösségének lapja. – 1995, 3.évf.2.sz. p. 10.
- Ku Szán zen mester: A Szonkváng kolostor apátja / ford. Szigeti György – Zen Tükör: a Tan Kapuja Buddhista Egyház Zen Közösségének lapja. – 1995, 3.évf.2.sz. p. 10-13.
- A furulyaszó: A bús dallam útja / ford. Szigeti György – Zen Tükör: a Tan Kapuja Buddhista Egyház Zen Közösségének lapja. – 1995, 3.évf.2.sz. p. 16.
- A felébredés beszéde: A megvilágosodott tudatról szóló szentbeszéd / Bódhidharma; ford. Szigeti György – Zen Tükör: a Tan Kapuja Buddhista Egyház Zen Közösségének lapja. – 1995, 3.évf.3.sz. p. 4-5.
- Dógen zen mester: A japán zen szótó ágának megalapítója / ford. Szigeti György – Zen Tükör: a Tan Kapuja Buddhista Egyház Zen Közösségének lapja. – 1995, 3.évf.3.sz. p. 8-9.
- Egyedül Buddha és Buddha / Dógen zen mester; ford. Szigeti György – Zen Tükör: a Tan Kapuja Buddhista Egyház Zen Közösségének lapja. – 1995, 3.évf.3.sz. p. 10-11.
- Az igazi tudat érzékcsalódásának elosztása / Podzso Csinul; ford. Szigeti György – Zen Tükör: a Tan Kapuja Buddhista Egyház Zen Közösségének lapja. – 1995, 3.évf.3.sz. p. 12-14.
- A forrás vize: Hold Szerzet barangolása a Nincs Világban / Szigeti György – Zen Tükör: a Tan Kapuja Buddhista Egyház Zen Közösségének lapja. – 1995, 3.évf.3.sz. p. 16.
- Fenn a fán / Vu Bong; ford. Szigeti György – Zen Tükör: a Tan Kapuja Buddhista Egyház Zen Közösségének lapja. – 1996, 4.évf.1.sz. p. 7.
- Zen tanítás, kong-an gyakorlat / ford. Szigeti György – Zen Tükör: a Tan Kapuja Buddhista Egyház Zen Közösségének lapja. – 1996, 4.évf.1.sz. p. 8.
- A dokszan gyakorlat / ford. Dobosy Antal, Szigeti György – Zen Tükör: a Tan Kapuja Buddhista Egyház Zen Közösségének lapja. – 1996, 4.évf.1.sz. p. 10-11.
- Hjo Bong zen mester; A Szongkváng kolostor apátja / ford. Szigeti György – Zen Tükör: a Tan Kapuja Buddhista Egyház Zen Közösségének lapja. – 1996, 4.évf.1.sz. p. 12-13.
- Egy kapu; Csapd be a buddhákat; Hol van az igazi mester; Megjelenés és eltűnés; Élő szavak és halott szavak;
- A nagy templom: Hjo Bong három kapuja; A legjobb gyilkos / ford. Szigeti György – Zen Tükör: a Tan Kapuja Buddhista Egyház Zen Közösségének lapja. – 1996, 4.évf.1.sz. p. 13-14.

## Halála után kiadott könyve
- Felébredés az örökkévalóságba